# Stämpelskatt
Stämpelskatt refererar historiskt till olika skatter som tagits ut av Sveriges myndigheter vid vissa transaktioner där staten står som garant.

## Stämpelskatt för lagfart och tomträtt
Stämpelskatt regleras i Sverige i Lag om stämpelskatt vid inskrivningsmyndigheter (SFS 1984:404). Det är den skatt man betalar dels vid förvärv av fast egendom (lagfart) eller tomträtt, dels vid inteckning av fast egendom, tomträtt, luftfartyg eller i företag. 
Skatten beräknas på köpeskillingen. Om köpeskillingen understiger taxeringsvärdet beräknas stämpelskatten på taxeringsvärdet för året närmast före det år då ansökan om lagfart beviljas.
Om ett förvärv som har betecknats som gåva sker mot att förvärvaren övertar ansvaret för en skuld för vilken borgenär har säkerhet i form av pantbrev eller annars mot ersättning, är förvärvet skattepliktigt om ersättningen uppgår till minst 85 procent av egendomens värde.
Gällande stämpelskattesatser vid överlåtelse av fastigheter och tomträtt är enligt 8 §
- fysiska personer (privatpersoner): 1,5 %
- juridiska personer (bolag, m. fl.): 4,25 %,[5] dock med undantag för bostadsrättsföreningar och vissa andra rättssubjekt som betalar stämpelskatt enligt huvudregeln (1,5 %) trots att de är juridiska personer

Även vid inteckning av fast egendom, luftfartyg och i företag tas stämpelskatt ut. Stämpelskatten beräknas på det intecknade beloppet. Gällande skattsatser enligt 24 § är
- inteckning i fastighet och tomträtt: 2,0 %
- inteckning i luftfartyg: 1,0 %
- företagsinteckning: 1,0 %

Inskrivningsmyndighet är Lantmäteriet vad gäller fast egendom, Transportstyrelsen vad gäller luftfartyg samt Bolagsverket vad gäller företagsinteckning. Inskrivningsmyndigheten fakturerar stämpelskatten efter det att lagfart respektive inteckning beviljats. 
Kammarkollegiet är granskningsmyndighet för ärenden som rör stämpelskatt.
Den liknande skatt i Finland som tidigare kallades stämpelskatt heter nu överlåtelseskatt.

## Historiska stämpelskatter

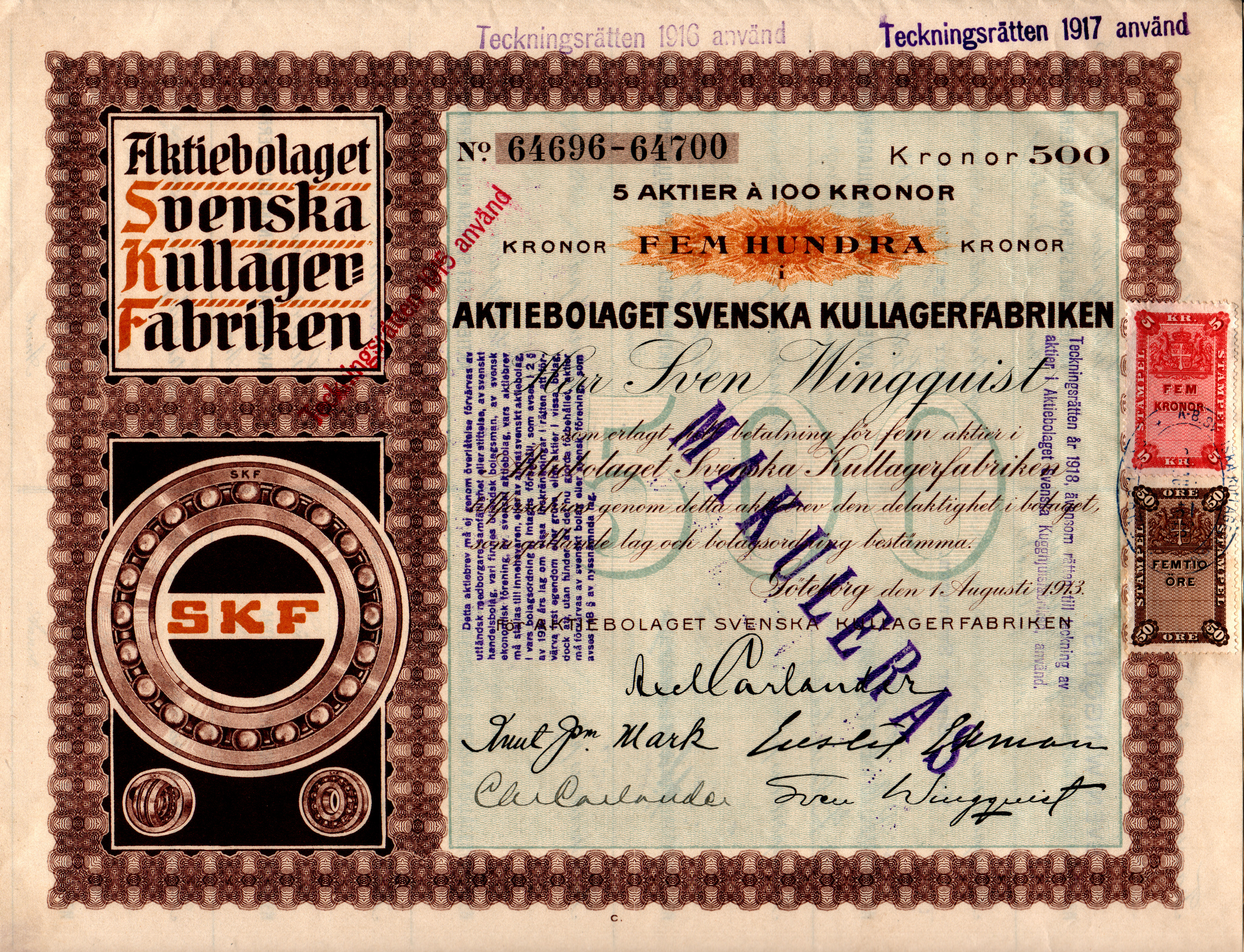
Detta aktiebrev för Svenska Kullagerfabriken utfärdat den 1 augusti 1913 visar hur en stämpelavgift för brevet har betalats med fem kronor och femtio öre i form av speciella stämpelmärken och stämplats ute till höger.

Förr har stämpelskatt åsatts även annat, till exempel aktieaffärer. Uttagna belopp redovisades med frimärksliknande stämpelmärken med olika valörer. Avgift vid uttagande av pass har också redovisats med stämpelmärken. Märkena har stämplats och därav kommer namnet stämpelskatt.
Stämpelskatten på aktier var 0,3 % av försäljningspriset och avskaffades år 1979. En mycket snarlik omsättningsskatt på aktiehandel infördes dock igen år 1983 då med 1 % där köpare och säljare betalade 0,5 % vardera. Denna höjdes år 1987 då regeringen införde den så kallade valpskatten. Valpskatten avskaffades helt år 1991.